# Tirosek
Tirosek is een plaats in Slovenië en maakt deel uit van de gemeente Gornji Grad in de NUTS-3-regio Savinjska. 